# Sită de azbest
Sita de azbest este o sită folosită în laboratorul de chimie, folosită pe post de material pentru a așeza paharele specifice pe ea, în timpul funcționării unei spirtiere.